# Erebia albinescens
Erebia albinescens är en fjärilsart som beskrevs av Charles Oberthür 1909. Erebia albinescens ingår i släktet Erebia och familjen praktfjärilar. Inga underarter finns listade i Catalogue of Life.